# Liste der isländischen Meister im Skilanglauf
Die Liste der isländischen Meister im Skilanglauf listet alle Sportlerinnen und Sportler auf, die seit 1999 einen isländischen Meistertitel in einer Disziplin des Skilanglaufs gewannen. Rekordsiegerin der Frauen ist Elsa Guðrún Jónsdóttir mit 35 Titelgewinnen im Sprint, dem klassischen und freien Stil, bei den Männern ist Sævar Birgisson mit 17 Titeln der erfolgreichste Sportler.

## Männer
| Jahr | Sprint                      | Klassisch (10/15/30 km) | Freistil (10/15/30 km)    | Staffel           |
| ---- | --------------------------- | ----------------------- | ------------------------- | ----------------- |
| 1999 | —                           | Haukur Eiríksson        | Haukur Eiríksson          | —                 |
| 2000 | —                           | —                       | Haukur Eiríksson (2)      | —                 |
| 2001 | —                           | Baldur H. Ingvarsson    | Baldur H. Ingvarsson      | SK Ólafsfjörður   |
| 2002 | Ólafur Th. Árnason          | Ólafur Th. Árnason      | Ólafur Th. Árnason        | SK Ísafjörður     |
| 2003 | Markús Þór Björnsson        | Ólafur Th. Árnason (2)  | Ólafur Th. Árnason (2)    | SK Akureyri       |
| 2004 | Markús Þór Björnsson (2)    | Ólafur Th. Árnason (3)  | Ólafur Th. Árnason (3)    | SK Ísafjörður (2) |
| 2005 | Jakob Einar Jakobsson       | Jakob Einar Jakobsson   | Jakob Einar Jakobsson     | SK Ísafjörður (3) |
| 2006 | Sævar Birgisson             | Birgir Gunnarsson       | Jakob Einar Jakobsson (2) | SK Ísafjörður (4) |
| 2007 | Andri Steindórsson          | Sævar Birgisson         | Sigurgeir Svavarsson      | SK Akureyri (2)   |
| 2008 | Sævar Birgisson (2)         | Andri Steindórsson      | Sævar Birgisson           | SK Akureyri (3)   |
| 2009 | Andri Steindórsson (2)      | Sævar Birgisson (2)     | Brynjar Kristinsson       | SK Akureyri (4)   |
| 2010 | Andri Steindórsson (3)      | Vadim Gusev             | Vadim Gusev               | SK Akureyri (5)   |
| 2011 | Sævar Birgisson (3)         | Sævar Birgisson (3)     | Brynjar Kristinsson (2)   | SK Akureyri (6)   |
| 2012 | Sævar Birgisson (4)         | Brynjar Kristinsson     | Vadim Gusev (2)           | SK Akureyri (7)   |
| 2013 | Sævar Birgisson (5)         | Sævar Birgisson (4)     | Brynjar Kristinsson (3)   | SK Akureyri (8)   |
| 2014 | Sævar Birgisson (6)         | Sævar Birgisson (5)     | Sævar Birgisson (2)       | SK Akureyri (9)   |
| 2015 | Sævar Birgisson (7)         | Sævar Birgisson (6)     | Brynjar Kristinsson (4)   | SK Akureyri (10)  |
| 2016 | Sævar Birgisson (8)         | Sævar Birgisson (7)     | Brynjar Kristinsson (5)   | SK Akureyri (11)  |
| 2017 | Isak Stiansson Pedersen     | Brynjar Kristinsson (2) | Isak Stiansson Pedersen   | SK Akureyri (12)  |
| 2018 | Isak Stiansson Pedersen (2) | Snorri Einarsson        | Snorri Einarsson          | —                 |
| 2019 | Snorri Einarsson            | Snorri Einarsson (2)    | Snorri Einarsson (2)      | —                 |
| 2020 | —                           | —                       | —                         | —                 |
| 2021 | Snorri Einarsson (2)        | Snorri Einarsson (3)    | Snorri Einarsson (3)      | —                 |
| 2022 | Snorri Einarsson (3)        | Snorri Einarsson (4)    | Snorri Einarsson (4)      | —                 |

## Frauen
| Jahr | Sprint                       | Klassisch (5/7,5/10 km)       | Freistil (5/7,5/10 km)      | Staffel                 |
| ---- | ---------------------------- | ----------------------------- | --------------------------- | ----------------------- |
| 1999 | —                            | Stella Hjaltadóttir           | Stella Hjaltadóttir         | —                       |
| 2000 | —                            | —                             | —                           | —                       |
| 2001 | —                            | Katrín Árnadóttir             | Katrín Árnadóttir           | —                       |
| 2002 | Elsa Guðrún Jónsdóttir       | Elsa Guðrún Jónsdóttir        | Elsa Guðrún Jónsdóttir      | SK Ólafsfjörður         |
| 2003 | Elsa Guðrún Jónsdóttir (2)   | Elsa Guðrún Jónsdóttir (2)    | Elsa Guðrún Jónsdóttir (2)  | —                       |
| 2004 | Elsa Guðrún Jónsdóttir (3)   | Elsa Guðrún Jónsdóttir (3)    | Elsa Guðrún Jónsdóttir (3)  | SK Ólafsfjörður (2)     |
| 2005 | Elsa Guðrún Jónsdóttir (4)   | Elsa Guðrún Jónsdóttir (4)    | Elsa Guðrún Jónsdóttir (4)  | SK Ísafjörður           |
| 2006 | Elsa Guðrún Jónsdóttir (5)   | Elsa Guðrún Jónsdóttir (5)    | Elsa Guðrún Jónsdóttir (5)  | SK Ísafjörður (2)       |
| 2007 | Sólveig G. Guðmundsdóttir    | Elsa Guðrún Jónsdóttir (6)    | Elsa Guðrún Jónsdóttir (7)  | SK Ísafjörður (3)       |
| 2008 | Rannveig Jónsdóttir          | Stella Hjaltadóttir (2)       | Sólveig Guðmundsdóttir      | —                       |
| 2009 | Elsa Guðrún Jónsdóttir (6)   | Elsa Guðrún Jónsdóttir (7)    | Elsa Guðrún Jónsdóttir (7)  | SK Ísafjörður (4)       |
| 2010 | Elsa Guðrún Jónsdóttir (7)   | Elsa Guðrún Jónsdóttir (8)    | Elsa Guðrún Jónsdóttir (8)  | SK Ólafsfjörður (3)     |
| 2011 | Silja Rán Guðmundsdóttir     | Veronika Lagun                | Magnea Guðbjörnsdóttir      | —                       |
| 2012 | Silja Rán Guðmundsdóttir (2) | Elena Dís Víðisdóttir         | Veronika Lagun              | —                       |
| 2013 | Elena Dís Víðisdóttir        | Hólmfríður Vala Svavarsdóttir | Stella Hjaltadóttir (2)     | SK Ísafjörður (5)       |
| 2014 | Veronika Lagun               | Katrín Árnadóttir (2)         | Veronika Lagun (2)          | SK Ísafjörður (6)       |
| 2015 | Elsa Guðrún Jónsdóttir (8)   | Elsa Guðrún Jónsdóttir (9)    | Elsa Guðrún Jónsdóttir (9)  | SK Ólafsfjörður (4)     |
| 2016 | Kristrún Guðnadóttir         | Elsa Guðrún Jónsdóttir (10)   | Elsa Guðrún Jónsdóttir (10) | Skíðagöngufélagið Ullur |
| 2017 | Elsa Guðrún Jónsdóttir (9)   | Elsa Guðrún Jónsdóttir (11)   | Elsa Guðrún Jónsdóttir (11) | SK Ísafjörður (7)       |
| 2018 | Elsa Guðrún Jónsdóttir (10)  | Elsa Guðrún Jónsdóttir (12)   | Elsa Guðrún Jónsdóttir (12) | —                       |
| 2019 | Kristrún Guðnadóttir         | Kristrún Guðnadóttir          | Kristrún Guðnadóttir        | —                       |
| 2020 | —                            | —                             | —                           | —                       |
| 2021 | Linda Rós Hannesdóttir       | Linda Rós Hannesdóttir        | Gígja Björnsdóttir          | —                       |
| 2022 | Kristrún Guðnadóttir (2)     | Elsa Guðrún Jónsdóttir (13)   | Kristrún Guðnadóttir (2)    | —                       |